# Pierre Briand
Pierre Briand, né le 5 mars 1759 à Plonévez-du-Faou (Finistère) et mort le 7 novembre 1799 à Briec (Finistère), est un cultivateur et un homme politique français.

## Biographie
Cultivateur à Briec, il est élu juge de paix de Briec en 1790, puis député du Finistère à l'Assemblée législative le 10 septembre 1791 par 204 voix sur 413 votants. Siégeant avec la majorité, il ne laisse aucune trace dans le Moniteur.
De retour dans son pays, il combat, comme juge de paix de Briec, la chouannerie, très présente dans la vallée de l'Odet, mais s'attire la haine de la population par ses méthodes musclées et par son caractère. Le 3 novembre 1799, une bande de 16 chouans dirigée par Michel-Armand de Cornouaille, envahit sa demeure de Kerjosse (à Landudal) et la pille, mais ne peut l'atteindre. Le 7 novembre, la même bande probablement le surprend chez lui, alors qu'il dîne. Il tente alors de fuir à travers champs, mais, blessé de plusieurs coups de feu, est achevé dans l'Odet, où il s'était jeté pour échapper à ses assassins,.
Il laisse une veuve, la trégourezoise Catherine Jacq, âgée de 40 ans, et plusieurs enfants, dont Pierre Briand, auteur de chants populaires,.
Il est inhumé dans le cimetière de Landudal.

## Source partielle
- Adolphe Robert, Gaston Cougny, Dictionnaire des parlementaires français de 1789 à 1889, tome 1 (de Bresson à Brignon de Lehen), p. 485.